# 361 pr. n. št.
Stoletja: 5. stoletje pr. n. št. - 4. stoletje pr. n. št. - 3. stoletje pr. n. št.
Desetletja: 410. pr. n. št. 400. pr. n. št. 390. pr. n. št. 380. pr. n. št. 370. pr. n. št. - 360. pr. n. št. - 350. pr. n. št. 340. pr. n. št. 330. pr. n. št. 320. pr. n. št. 310. pr. n. št.
Leta: 366 pr. n. št. 365 pr. n. št. 364 pr. n. št. 363 pr. n. št. 362 pr. n. št.  - 361 pr. n. št. - 360 pr. n. št. 359 pr. n. št. 358 pr. n. št. 357 pr. n. št. 356 pr. n. št.